# Elburgo
Elburgo (baskisch Burgelu oder Burgu, offiziell: Elburgo/Burgelu) ist eine 642 Einwohner (Stand: 2024) zählende nordspanische Gemeinde in der Provinz Álava im Baskenland. Zu der Gemeinde gehören neben dem Hauptort Elburgo/Burgelu die Ortschaften Añua, Arbulu, Gazeta, Hijona/Ixona sowie die Wüstungen Azua, Elorza und Orenín.

## Lage und Klima
Elburgo/Burgelu liegt am Río Alegría in einer Höhe von ca. 550 m und etwa neun Kilometer östlich vom Stadtzentrum der Provinzhauptstadt Vitoria-Gasteiz. Die Gemeinde ist zweigeteilt. Im nördlichen Teil liegt im Wesentlichen der Stausee Embalse de Ullibarrí mit der Wüstung Azua und der Insel Orenín. Am Nordrand des südlichen Teils  führt die Autovía A-1 entlang.
Das Klima ist gemäßigt bis warm.

## Bevölkerungsentwicklung
| Jahr      | 1970 | 1981 | 1991 | 2001 | 2011 | 2021 |
| Einwohner | 260  | 209  | 202  | 375  | 623  | 634  |

## Sehenswürdigkeiten
Añua
- Kirche Mariä Geburt

Elburgo/Burgu
- Peterskirche

Gazeta
- Martinskirche

Hijona/Ixona
- Kirche

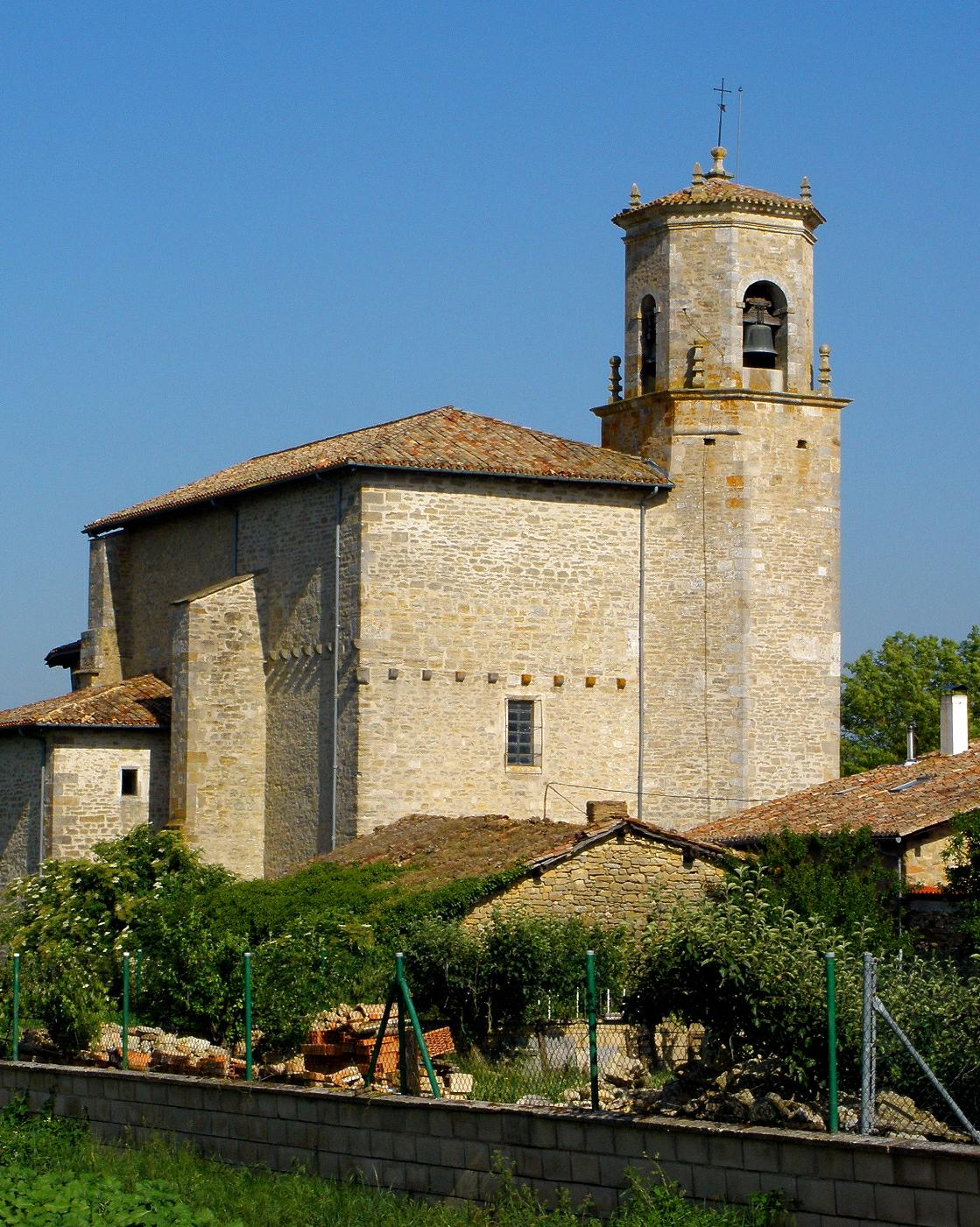
Kirche Mariä Geburt in Añua
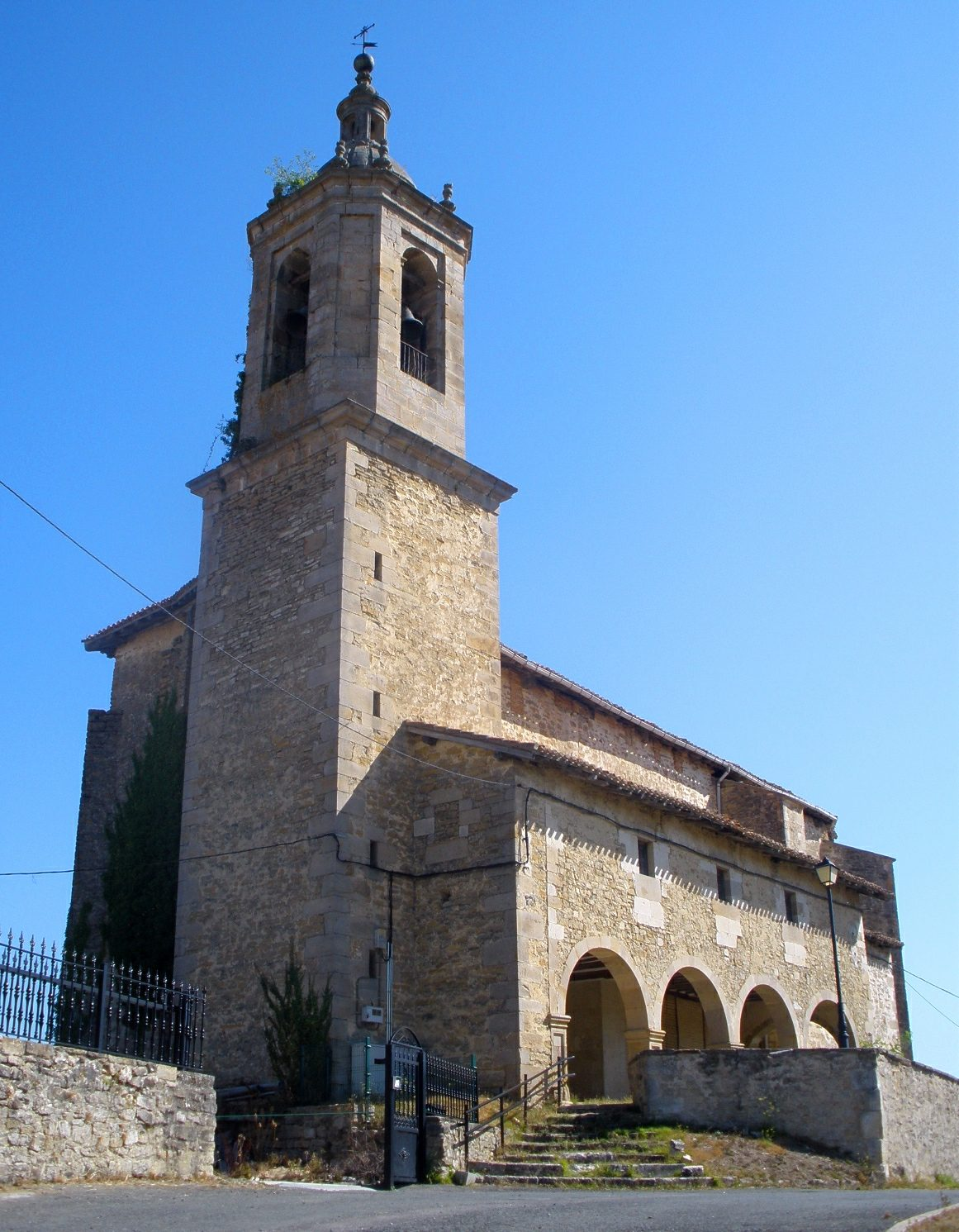
Peterskirche in Elburgo/Burgelu
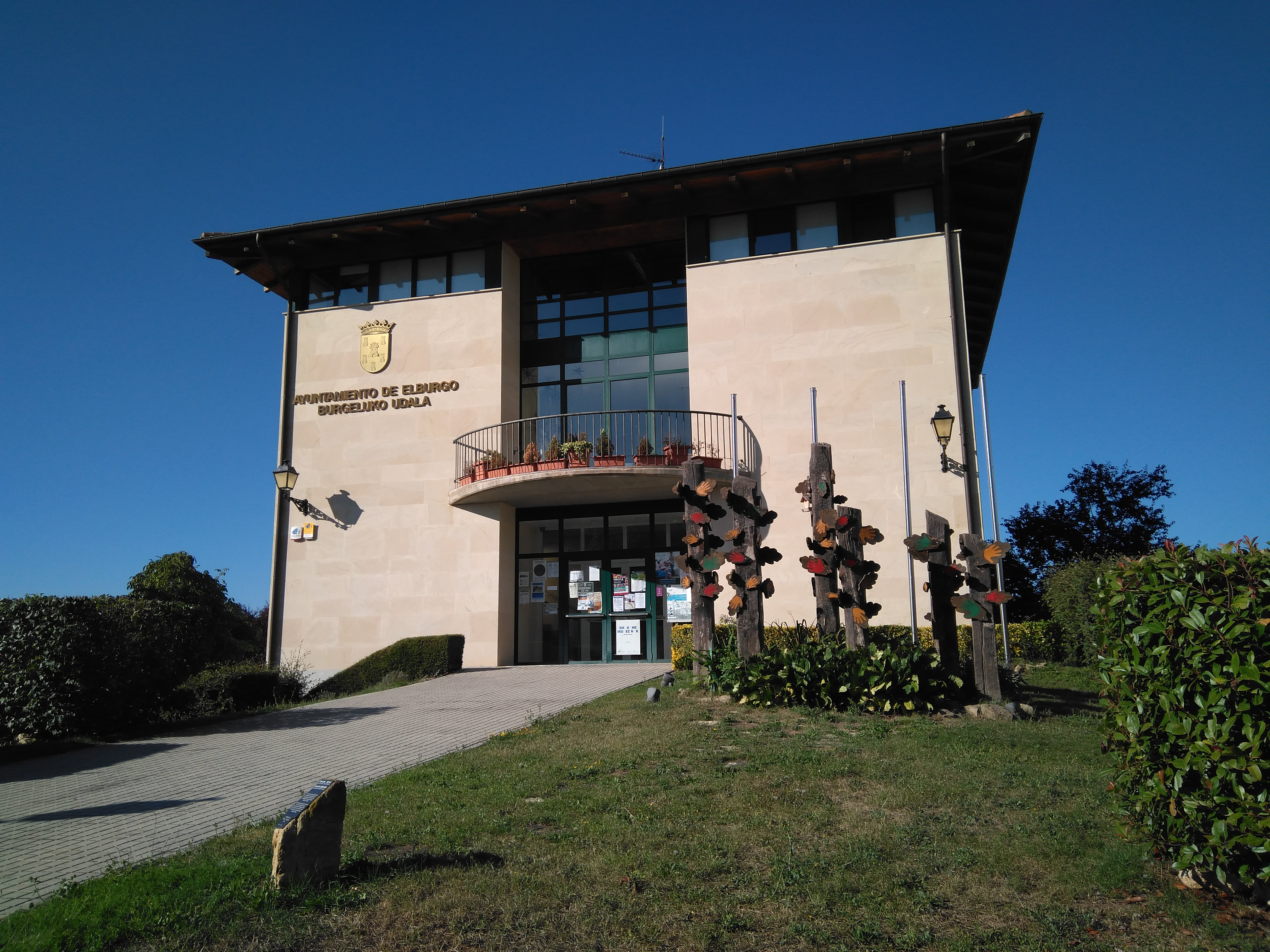
Rathaus in Elburgo/Burgelu
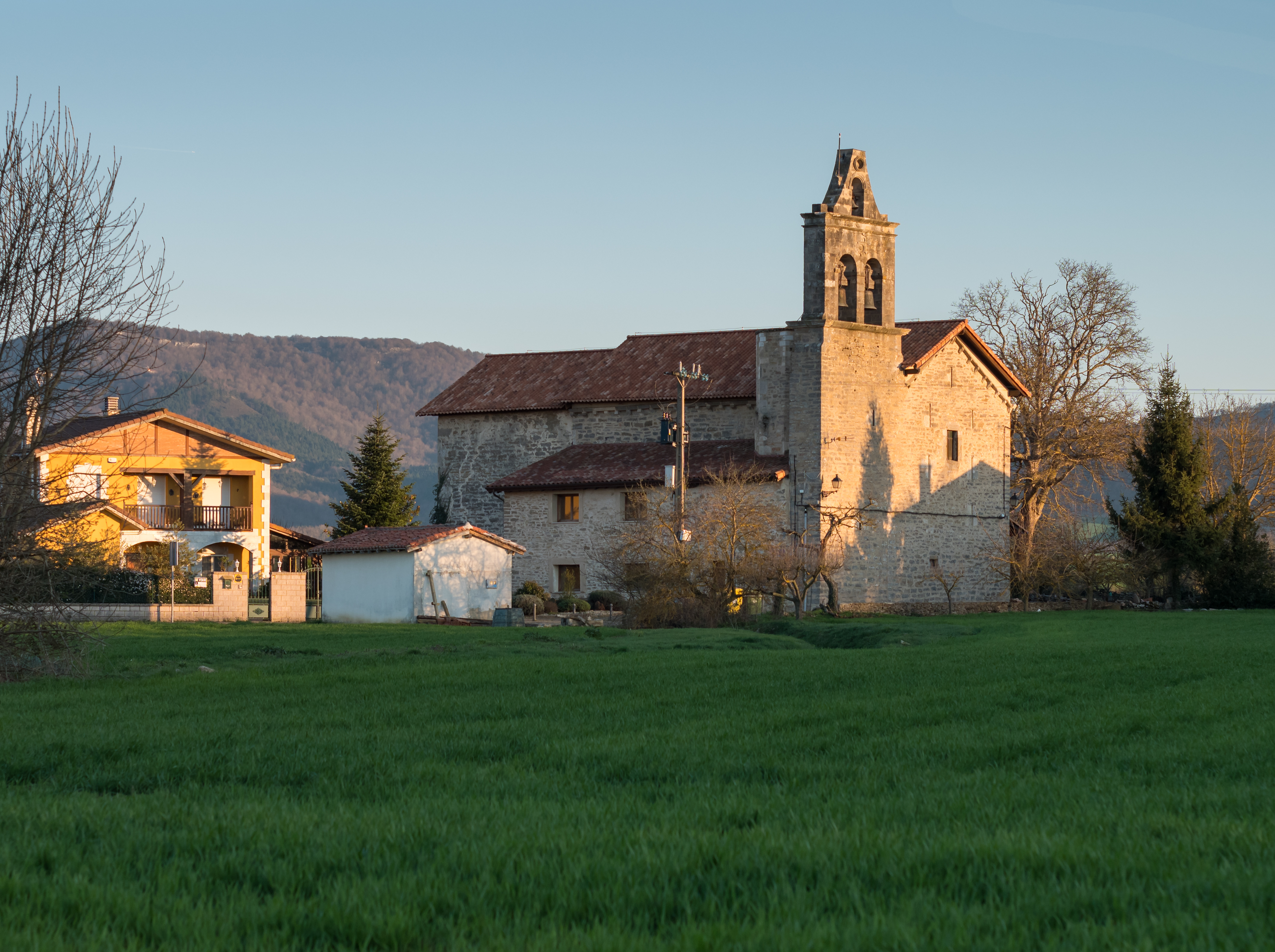
Martinskirche in Gazeta
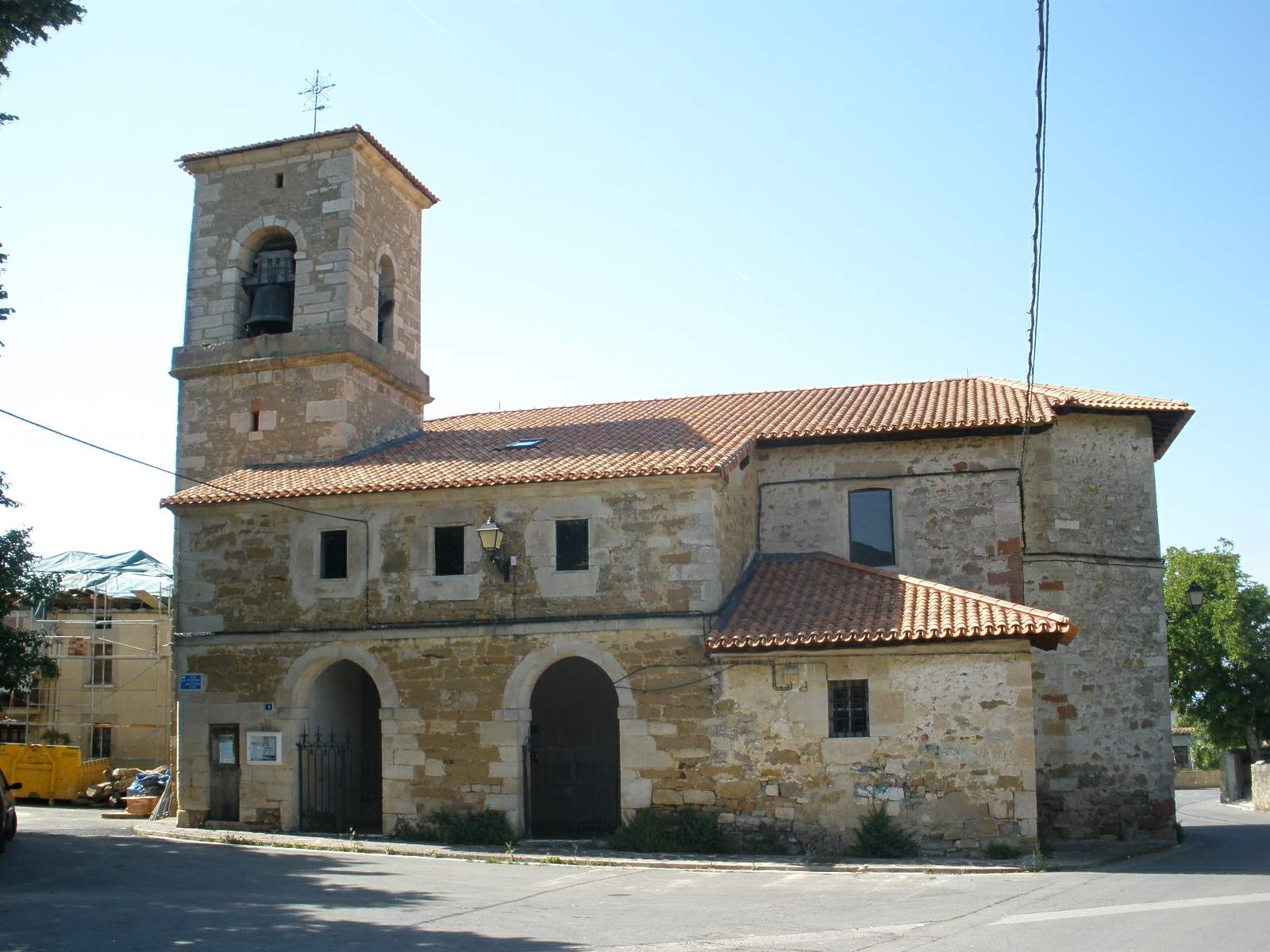
Kirche in Hijona/Ixona